# سيرجي بوبكا (تنس)
سيرجي بوبكا (بالأوكرانية: Сергій Сергійович Бубка)‏ مواليد 10 فبراير 1987 في دونيتسك، أوكرانيا، الاتحاد السوفيتي، هو لاعب كرة مضرب أوكراني سابق بدأ مسيرته كمحترف سنة 2005 وكان يلعب باليد اليمنى. أعلى تصنيف له في الفردي كان المركز الـ 145 في سنة 2011. أعلى تصنيف له في الزوجي كان المركز الـ 134 في سنة 2008.

## روابط خارجية
- سيرجي بوبكا على موقع رابطة محترفي التنس (الإنجليزية)
- سيرجي بوبكا على موقع الاتحاد الدولي لكرة المضرب (الإنجليزية)
- سيرجي بوبكا على موقع كأس ديفيز (الإنجليزية)
- سيرجي بوبكا على موقع خلاصة التنس.كوم (الإنجليزية)
- سيرجي بوبكا على موقع إي إس بي إن.كوم (الإنجليزية)